# Джабулани
Джабулани (Jabulani) е топката на Световното първенство по футбол в Южна Африка през 2010. Произведена е от „Адидас“. Разработен от Университета в Лъфбъроу във Великобритания и се произвежда в Китай.

## За топката

### Къде още се използва
На финала на първенството е използвана златна версия топката, наречена Джо'булани. Друга версия на топката, наречена Джабулани Ангола, е използвана в Купата на африканските нации през 2010 г. Топката се използва също в американското, аржентинското, руското и португалското футболни първенства.

### Критики
Към хората, които отправят критики към топката се включат Жулио Сезар, Икер Касиляс, Джанлуиджи Буфон, Джампаоло Пацини и Мишел Платини.

## Спецификации
Джабулани се счита за „най-кръглата топка“, тъй като се състои от 8 парчета, комбинирани със специална техника. Топката има 11 различни цвята. Обиколката ѝ е 69 см, а теглото – 440 грама. Теглото на топката не се увеличава, когато е мокра.
Думата „джабулани“ означава „да пируваме“ на езика на зулу.